# Ika Freudenberg

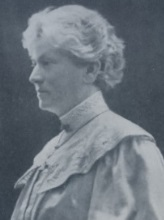
Ika Freudenberg

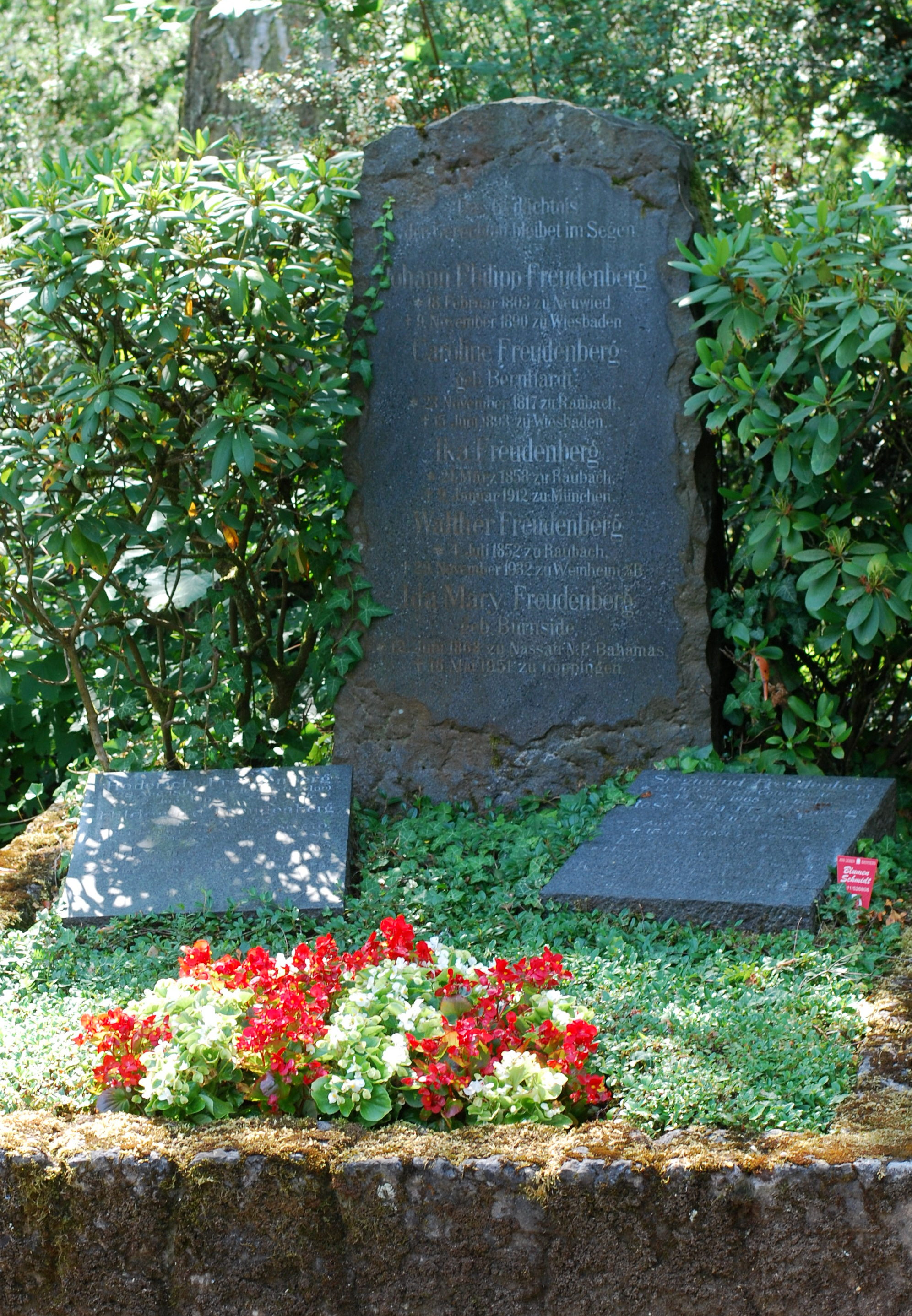
Grab von Ika Freudenberg auf dem Nordfriedhof in Wiesbaden

Ika Freudenberg (eigentlich Friederike Freudenberg; * 24. März 1858 in Raubach bei Neuwied; † 9. Januar 1912 in München) war eine führende deutsche Frauenrechtlerin. Unter anderem war sie Gründerin und Vorsitzende des Vereins für Fraueninteressen und Vorstandsmitglied des Bunds deutscher Frauenvereine.

## Leben und Wirken
Ika Freudenberg war die Tochter des Hüttenbesitzers Johann Philipp Freudenberg (1803–1890) und dessen Frau Caroline (1817–1893), die aus einer Pfarrersfamilie stammte. Als der Vater sich 1866 zur Ruhe setzte, zog die Familie nach Wiesbaden, wo Ikas älterer Bruder Wilhelm einige Jahre zuvor eine Stelle als Kapellmeister angetreten hatte. Auch Ika Freudenberg erhielt eine professionelle Musikausbildung und wurde Dozentin für Klavier an einem Wiesbadener Konservatorium.
Spätestens 1893 begann Ika Freudenberg, sich in der Frauenbewegung zu engagieren. Sie wurde Mitglied im Verein Frauenbildung–Frauenstudium, der sich für bessere Bildungschancen für Frauen und Mädchen einsetzte und unter anderem das Frauenabitur und die Zulassung von Frauen zum Studium forderte. 1894 zog sie mit ihrer Lebensgefährtin Emmy Preußer nach München, wo sie sich ebenfalls umgehend in der Frauenbewegung zu engagieren begann. Bereits wenige Tage nach ihrer Ankunft gründete sie mit den Frauenrechtlerinnen Anita Augspurg und Sophia Goudstikker die Gesellschaft zur Förderung geistiger Interessen der Frau (1899 umbenannt in Verein für Fraueninteressen). Spätestens 1896 übernahm Freudenberg den Vorsitz des Vereins und behielt dieses Amt bis zu ihrem Tod im Jahr 1912.
Freudenberg war eine aktive Netzwerkerin. Gemeinsam mit Goudstikker (mit der sie seit dem Tod Emmy Preußers 1899 zusammenlebte) knüpfte sie Kontakte zu Schriftstellerinnen wie Ricarda Huch, Gabriele Reuter und Lou Andreas-Salomé; auch der Dichter Rainer Maria Rilke und der Satiriker Ernst von Wolzogen gehörten zum Bekanntenkreis, der in Goudstikkers und Freudenbergs Haus an der Königinstraße am Englischen Garten ein- und ausging. Durch diese Netzwerkaktivitäten gewannen Freudenberg und Goudstikker der Frauenbewegung zahlreiche Unterstützer in Schwabinger Intellektuellenkreisen.
Unter dem Dach des Vereins für Fraueninteressen entstanden unter anderem Auskunftsstellen für Frauenberufe, berufsständische Organisationen für Frauen sowie eine Rechtsschutzstelle für Frauen. Letztere unterstand der Leitung von Sophia Goudstikker, die – als erste Frau in München – auch als Verteidigerin vor erst- und zweitinstanzlichen Gerichten zugelassen war. Als eine von Ika Freudenbergs erfolgreichen Initiativen für arbeitende Frauen nennt die Frauenrechtlerin Gertrud Bäumer beispielhaft die erfolgreiche Initiierung einer Berufsvertretung für Kellnerinnen, die zu jener Zeit noch kaum arbeitsrechtlichen Schutz besaßen. Freudenberg engagierte sich zudem im Vorstand des Bunds deutscher Frauenvereine, in den sie 1898 gewählt worden war.
Bei einem Kongress des Internationalen Frauenrats 1904 in Berlin führte Freudenberg den Vorsitz bei einer hochkarätig besetzten Diskussion über das politische Wahlrecht der Frau, an der auch die Niederländerin Aletta Jacobs und die US-Amerikanerin Anna Howard Shaw teilnahmen. Hierin erklärte Freudenberg das Wahlrecht der Frau und damit ihren vollen Anteil an der Gesetzgebung als den Kernpunkt der ganzen Frauenbewegung.
Anfang 1905 reiste Freudenberg mit Gertrud Bäumer nach Italien. Von der Reise sind zahlreiche Briefe und Postkarten erhalten, die belegen, dass Freudenberg auch von unterwegs ihre Vorstandsarbeit für den Bund deutscher Frauenvereine fortführte.
Kurz nach der Rückkehr wurde bei ihr Brustkrebs diagnostiziert. Sie wurde mehrfach operiert, blieb aber im Rahmen ihrer Möglichkeiten weiter in der Frauenbewegung aktiv. Noch 1911 leitete sie – teils schon mit versagender Stimme – Versammlungen. Am 9. Januar 1912 starb Ika Freudenberg in München an den Folgen ihrer Krankheit. Ihre letzte Ruhestätte fand sie auf eigenen Wunsch auf dem Nordfriedhof in Wiesbaden.
Zeitgenossen schätzten an Freudenberg ihre besonnene Argumentation ebenso wie ihren Humor, ihre Feinfühligkeit und ihre Liebe zum Leben.
Ihre Nachfolgerin als Vorsitzende des Vereins für Fraueninteressen wurde Luise Kiesselbach.

## Ehrungen
Durch Stadtratsbeschluss vom 30. September 2004 wurde in München eine Straße nach ihr benannt.

## Publikationen
- Der Bund Deutscher Frauenvereine: eine Darlegung seiner Aufgaben und Ziele und seiner bisherigen Entwickelung, nebst einer kurzgefassten Übersicht über die Thätigkeit seiner Arbeits-Kommissionen. Mit Marie Stritt; Bund Deutscher Frauenvereine, Frankenberg (Sachsen). L. Reisel, 1900.
- Ein Wort an die weibliche Jugend. Leipzig, Verlag der Frauen-Rundschau, 1903.
- Ein Manifest gegen das Frauenstimmrecht. In: Die Frau. Monatsschrift für das gesamte Frauenleben unserer Zeit. Heft 16 (1908), S. 18–25. (Digitalisat und Volltext im Deutschen Textarchiv)
- Die Frau und die Politik. Mit Wilhelm Ohr; Nationalverein für das liberale Deutschland. München, Heller 1908
- Weshalb wendet sich die Frauenbewegung an die Jugend? Leipzig, Voigtländer, 1907.
- Was die Frauenbewegung erreicht hat. München: Buchhandlung National-Verein, 1910.
- Die Frau und die Kultur des öffentlichen Lebens. Leipzig, C. F. Amelang, 1911.
- Grundsätze und Forderungen der Frauenbewegung. Mit Helene Lange; Anna Pappritz; Elisabeth Altmann-Gottheiner. Leipzig, 1912.
- Was die Frauenbewegung erreicht hat. München, Buchhandlung Nationalverein, 1912.